# 儒勒·凡尔纳
儒勒·加布里埃尔·凡尔纳（法語：Jules Gabriel Verne，1828年2月8日—1905年3月24日），法国小说家、剧作家、诗人，现代科幻小说的重要开创者之一。他以其大量著作和突出贡献，被誉为“科幻小说之父”。该头衔也被授予H·G·威尔斯和雨果·根斯巴克。由于凡尔纳知识非常丰富，他小说作品的著述、描写多有科学根据，所以其小说中的一些幻想成功预见了后世的一些技术发明。
凡尔纳生于南特港资产阶级家庭，受训传承父亲的律师职业，但在青年时期退出，为杂志和剧院写作。他一生写了六十多部大大小小的科幻小说，专辑由皮埃尔-儒勒·赫泽尔出版商出版，收入《在已知和未知的世界中的奇异旅行》。
在法国和欧洲，凡尔纳是公认的重要文学作家，在文学先锋派和超现实主义裡具有重要影响。他的名声在英语世界里待遇不同，由于几经改编，常被认为是流行文学或儿童文学作家。自1979年来，凡尔纳是作品被翻译量第二大的作家，排在阿加莎·克里斯蒂和威廉·莎士比亚之间。

## 生平

### 早年

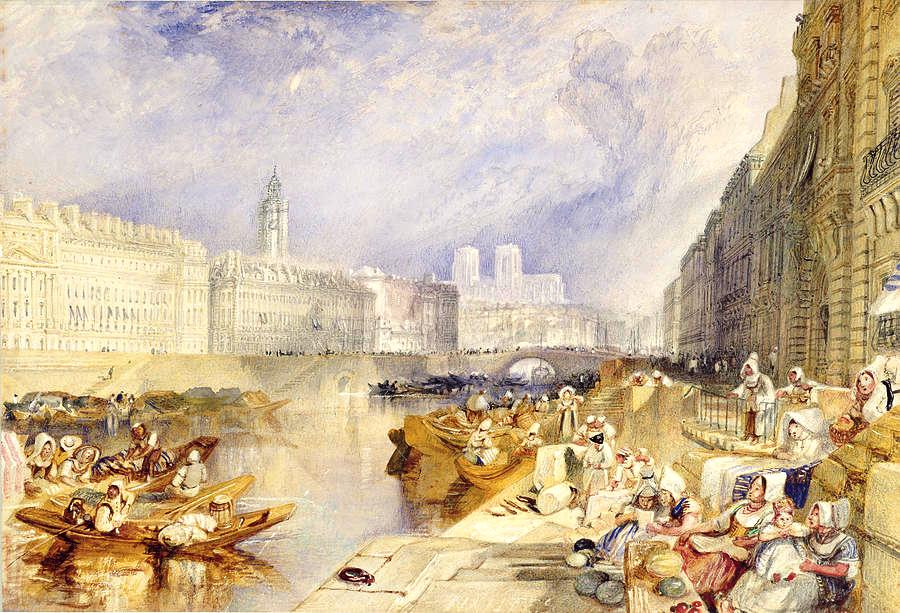
凡尔纳出生时的南特费多岛

1828年2月8日，儒勒·加布里埃尔·凡尔纳生于费多岛Clisson街4号姥姥Dame Sophie Allotte de la Fuÿe家。费多岛是南特镇卢瓦尔河上的小人工岛。父亲是皮埃尔·凡尔纳（Pierre Verne），从普罗万来的诉讼代理人，母亲是索菲·阿洛特·德·拉菲伊，南特当地人，家庭从事航海事业，其血统可追溯至苏格兰人。1829年，凡尔纳家搬到离Quai Jean-Bart 2号几百米远的地方，当年弟弟保罗出生。三个妹妹安娜（1836年）、马蒂尔德（1839年）和玛丽（1842年）相继问世。
1834年，6岁的凡尔纳被送到南特5 Place du Bouffay的寄宿学校。老师桑班（Sambin）夫人是为船长的寡妇，丈夫30年前失踪。桑班夫人常常告诉学生她丈夫因船难见弃，但最终会像鲁宾逊·克鲁索那样从岛上回来。鲁宾逊式主题与凡尔纳相伴一生，常常流露在他笔下，如《神秘岛》、《第二祖国》（1900年）和《鲁滨逊学校》（1882年）。
1836年，凡尔纳就读圣斯塔尼斯拉斯小学，该校为天主教学校，虔诚的学风让他父亲满意。凡尔纳很快因背诵、地理、希腊语、拉丁语和唱歌出众。同年，皮埃尔·凡尔纳在尚特奈（今属南特）卢瓦尔河畔Réformés街29号购买了度假用别墅。在他简短的回忆《青少年回忆录》（1890年）中，凡尔纳追想起河流、商船带给他的无限遐想。他也在布兰叔叔Prudent Allotte家度假，后者是位退休的船主，曾畅游世界，并于1828-1837年任布兰市长。凡尔纳和叔叔玩赛鹅图玩个没完，两者都出现在之后的小说里《一个怪人的遗嘱》（1900年）、《征服者罗比尔》（1886年）。
据说，在1839年凡尔纳11岁时，他秘密在三桅帆船柯拉莉号上找了份服务员工作，打算远洋印度，为表姐卡洛琳（1826—1902）带珊瑚项链回来。帆船晚上出海，但首先在潘博厄停靠，皮埃尔·凡尔纳得以及时把儿子揪回来，勒令他发誓在“想象中”旅行。如今，人们知道这个故事是凡尔纳的侄女Marguerite Allotte de la Füye编造出来的，但或许有相关事实为原型。

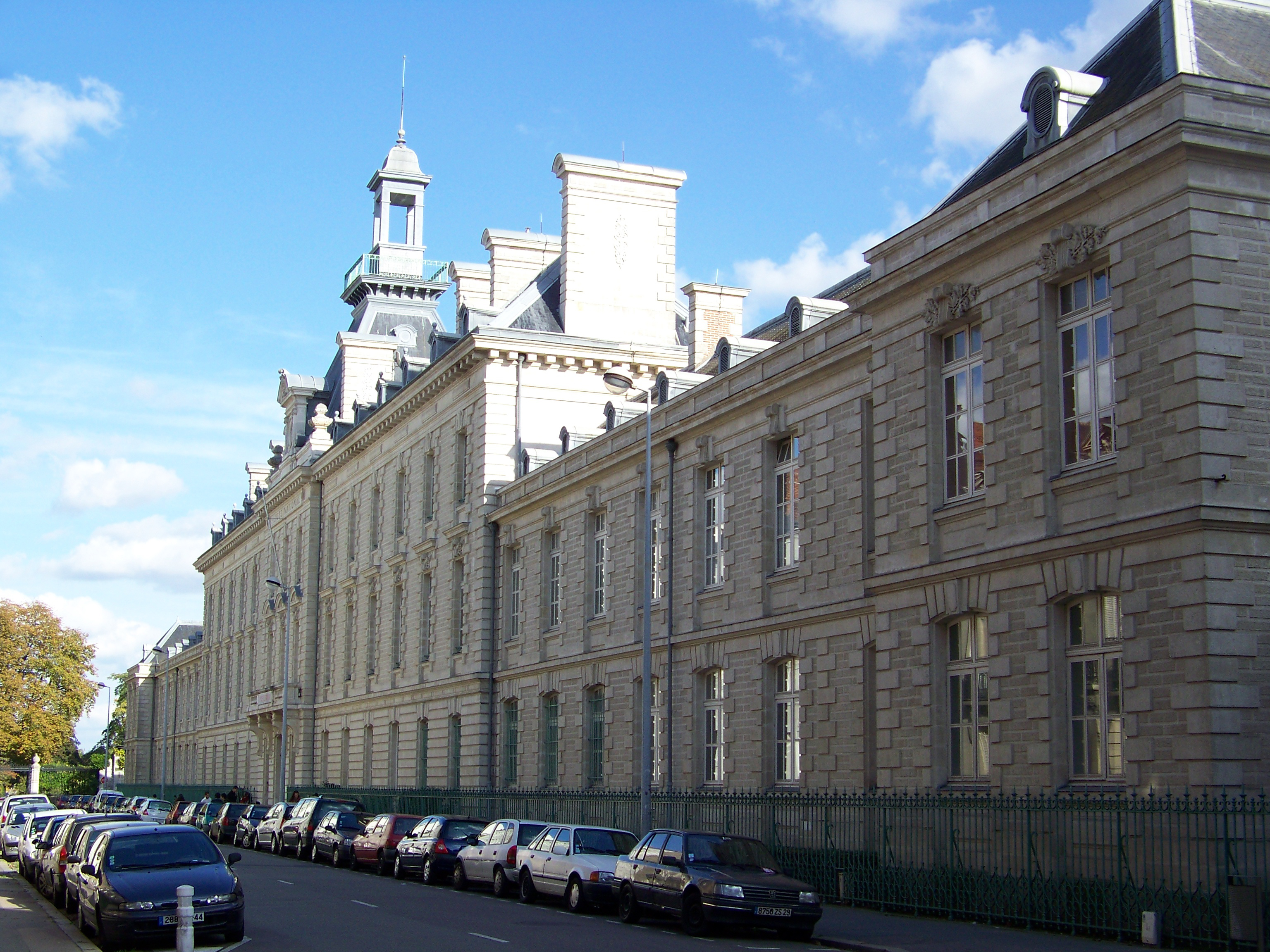
凡尔纳去过的南特皇家中学

1840年，凡尔纳一家再次搬回了让-雅克·卢梭街6号的大公寓里，最小的孩子玛丽于1842年出生。同年，凡尔纳以平信徒学生身份进入另一家教会学校Petit Séminaire de Saint-Donatien学习。他未完成小说《1835年的一位神甫》是在青春期写成，也是他最早的可追溯的作品，以轻蔑的口吻描述神学院。从1844-1846年，凡尔纳和哥哥进入南特皇家中学学习。在完成修辞学和哲学课后，他在雷恩参加高中会考，1846年7月29日收到成绩，为优良。
1847年凡尔纳19岁时，他开始认真学习维克多·雨果的长篇写作风格，以《1835年的一位神甫》开始，尔后两篇悲剧《亚历山大六氏》和《火药阴谋》。然而，他的父亲不以为然，认为儒勒·凡尔纳是长子，不能靠文学挣钱，得子继父业，从事法律。
1847年，凡尔纳的父亲打发他去巴黎，一方面是让他学法，另一方面是让他离开南特，这是家族传统。他爱慕的表姐卡罗琳·特朗松（1826-1902）于1847年4月27日与40岁的埃米尔·德佐内伊结婚，孕育5个孩子。
在巴黎小住后，他通过第一年法律考试，回到南特寻求父亲的指导，以便通过第二年考试（地方法学生需要到巴黎应试）。在南特时，他遇到Rose Herminie Arnaud Grossetière，比他年长一岁，与之产生感情。他为她写了30首左右的诗，包括《空气的女儿》，描述她为“金发碧眼，令人着迷/行事如飞，晶莹透明”。他的感情得到了暂时的回应，但Grossetière的父母看不到这位青年的前途，十分不情愿。1848年7月19日，他们找了一位年长女儿10岁的富有地主Armand Terrien de la Haye，把女儿送了过去。
失恋让凡尔纳伤心。他给母亲寄了幻想信，明显是酒后之言，其中他以梦境为借口来描述自己的不幸。失恋似乎永久地在作者和他的作品中留下烙印，小说中不少少女违心结婚（《佐其瑞大师》中的Gérande、《桑道夫伯爵》中的萨瓦、《飘逝的半岛》中的爱伦等），以至于学者Christian Chelebourg将这一反复出现的主题称之为“Herminie complex”。此事也让凡尔纳对老家和南特社会不满，并在诗《法国第六城》中加以批评。

### 巴黎求学
1848年7月，凡尔纳离开南特前往巴黎，父亲希望他能完成法律学业，从事工作。从父亲那里获得准许后，凡尔纳在l'Ancienne-Comédie街24号与另一位来自南特的Édouard Bonamy合租了一个单元房。 （在他1847年来访巴黎时，凡尔纳住在Thérèse街2号的婶婶Charuel的房子Butte Saint-Roch那里。）
此时巴黎正在动乱：法国二月革命正在折腾。2月，路易-菲利普一世被推翻，国王逃亡；2月24日，法兰西第二共和国临时政府上台，但抗议此起彼伏，社会动荡不安。6月，碉堡修到了巴黎城，政府派出路易-欧仁·卡芬雅克前往镇压。在拿破仑三世成为共和国第一总统后不久，凡尔纳进城，折腾一直持续到1851年政变，波拿巴自立为王，成立法兰西第二帝国。在家书中，凡尔纳描述了备受创伤的城市经历的六月起义，但安慰道巴士底日周年平安无事。
凡尔纳利用家族关系打入巴黎社会。叔叔Francisque de Chatêaubourg带他进入文学沙龙，凡尔纳常与母亲的朋友Mme de Barrère来往。在学习法律的同时，他对戏剧产生狂热。凡尔纳日后写道：“我的确受到维克多·雨果的巨大影响，反复阅读他的作品让我兴奋。那时，我能在心里背诵整本《巴黎圣母院》，但影响我最大的是他作品的戏剧性。”另一个创意来源是邻居，住在l'Ancienne-Comédie街公寓同一层的是一位年轻的作曲家阿里斯蒂德·伊尼亚尔，凡尔纳与他很快交好，并写了一些文章给他作为香颂。
在此期间，凡尔纳的家书主要是开销和突然出现的剧烈腹痛，腹痛伴随他终身。（现代学者猜测他患有结肠炎；凡尔纳认为这是从母亲那边继承过来的。）1849年3月，有关霍乱的谣言更加重了医疗顾虑。另一个健康问题出现在1851年，凡尔纳遭受首次顏面神經麻痺打击，随后又出现了三次。该打击是由中耳炎造成的，致病因不明。
同年，凡尔纳需要服役，但很幸运被没抽中。他给父亲写信道：“亲爱的爸爸，您应该已经知道，我认为军旅生涯和穿着制服的管家.... 都得完全抛弃尊严来做这种事。”凡尔纳强烈的反战情绪令父亲失望，但贯穿他的一生。
虽然凡尔纳不停写作，常常出入沙龙，但依然努力学习法律，于1851年1月毕业，拿到学位。

### 涉足文艺
由于出入沙龙，凡尔纳通过著名手相人Chevalier d'Arpentigny介绍，在1849年见到大仲马凡尔纳与他的儿子小仲马交好，并给他看了舞台喜剧《断草》。两位青年一起改稿件，通过大仲马的安排，让戏剧于1850年6月12日在巴黎历史剧院的全国剧场演出。

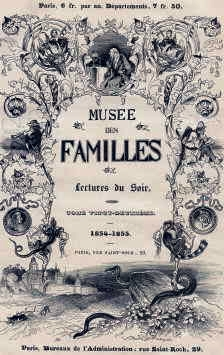
1854–55年《百家文苑》封面

1851年，凡尔纳遇见南特来的一位作家皮特尔-谢瓦利埃，他是《百家文苑》杂志的主编。皮特尔-谢瓦利埃正在寻找有关地理、历史、科学和技术方面的文章，并希望教育成分能普及大众，语言直白或使用文学故事讲述。凡尔纳做过大量研究，特别是地理方面，自然是不二之选。凡尔纳给了他一个短篇历史冒险小说《墨西哥海军的第一批舰队》，模仿詹姆斯·菲尼莫尔·库珀的风格。 1851年，皮特尔-谢瓦利埃将小说刊登，同年8月刊登了第二篇小说《乘气球的一次旅行》。这篇小说融合了冒险叙述、旅行主题和细致的历史研究，凡尔纳日后称它是“故事系列的第一个标志，让我注定要继续下去。”
小仲马为凡尔纳联系歌剧院经理儒勒·塞维斯特，塞维斯特将历史剧院改名为Théâtre Lyrique。他为凡尔纳提供剧院秘书一职，但没有固定薪资。凡尔纳接受，利用机会写作，与伊尼亚尔和多产剧本作家Michel Carré创作了几篇喜剧。为了庆祝求职成功，凡尔纳和十位朋友成立了单身汉聚餐会，叫十一单身汉。
凡尔纳的父亲多次要求他放下写作回去做律师。然而，凡尔纳在信中写道只有文学才能让他成功。父子之间的冲突高潮爆发于1852年，当年其父决定将其律师事业全部转交给凡尔纳，却被凡尔纳断然拒绝。面对终极选择，凡尔纳毅然决然继续文学生涯，拒绝律师工作，写道：“难道我没有权利选择追随自己的直觉？这是因为我知道自己是谁，有一天将会怎样。”
此时，凡尔纳花大量时间在法国国家图书馆里，研究写故事，饱览科学和最新发现，特别是地理方面。在此期间，凡尔纳遇到了地图绘制人和探险家杰克斯·阿拉戈。阿拉戈虽然眼花，但坚持游走四方（1837年他终于瞎了）。俩人成为挚友，阿拉戈旅途行记中的创新和风趣使得凡尔纳走向新兴发展的文学形式：游记。
1852年，凡尔纳两篇新作刊登在《百家文苑》上：中篇小说《马丁·帕兹》，场景设在利马，写于1851年、出版于1852年7月10日至8月11日；单节喜剧《加利福尼亚的城堡或滚石不生苔》，应用了生动的双关语。在1854年4月到5月间，杂志刊登了凡尔纳的短篇小说《佐其瑞大师》，模仿E·T·A·霍夫曼的奇幻风格，着重批判科学傲慢和野心；随后是极地探险故事《一个在冰雪中度过的冬天》，该主题响应了凡尔纳众多作品。《百家文苑》也出版了许多非文学科学普及文章，这些文章没有署名，但常常被认为是出自凡尔纳手笔。凡尔纳与杂志的合作在1856年告吹，他与皮特尔-谢瓦利埃大吵一架，赌气不再登稿（直到1863年皮特尔-谢瓦利埃去世，新主编上任后为止）。
在为Pitre-Chevalier写作时，凡尔纳开始设想发明一种新的小说：“科幻小说”（Roman de la Science），以便将图书馆里学到的大量科学知识放在文学里。他将此事告诉大仲马，后者也在尝试类似的故事，如未完成的 ，并给予凡尔纳热情鼓励。
在为Pitre-Chevalier写作时，凡尔纳开始设想发明一种新的小说：“科幻小说”（Roman de la Science），以便将图书馆里学到的大量科学知识放在文学里。他将此事告诉大仲马，后者也在尝试类似的故事，如未完成的 ，并给予凡尔纳热情鼓励。
儒勒·塞维斯特是凡尔纳的剧院老板，也是他的好朋友。1854年，霍乱带走了塞维斯特。虽然合同只是多给了凡尔纳一年时间，但凡尔纳在他去世后又在剧院多待了几年，完成多项剧本。他也写了一些戏剧和音乐喜剧，但大多没有上演。

### 家庭

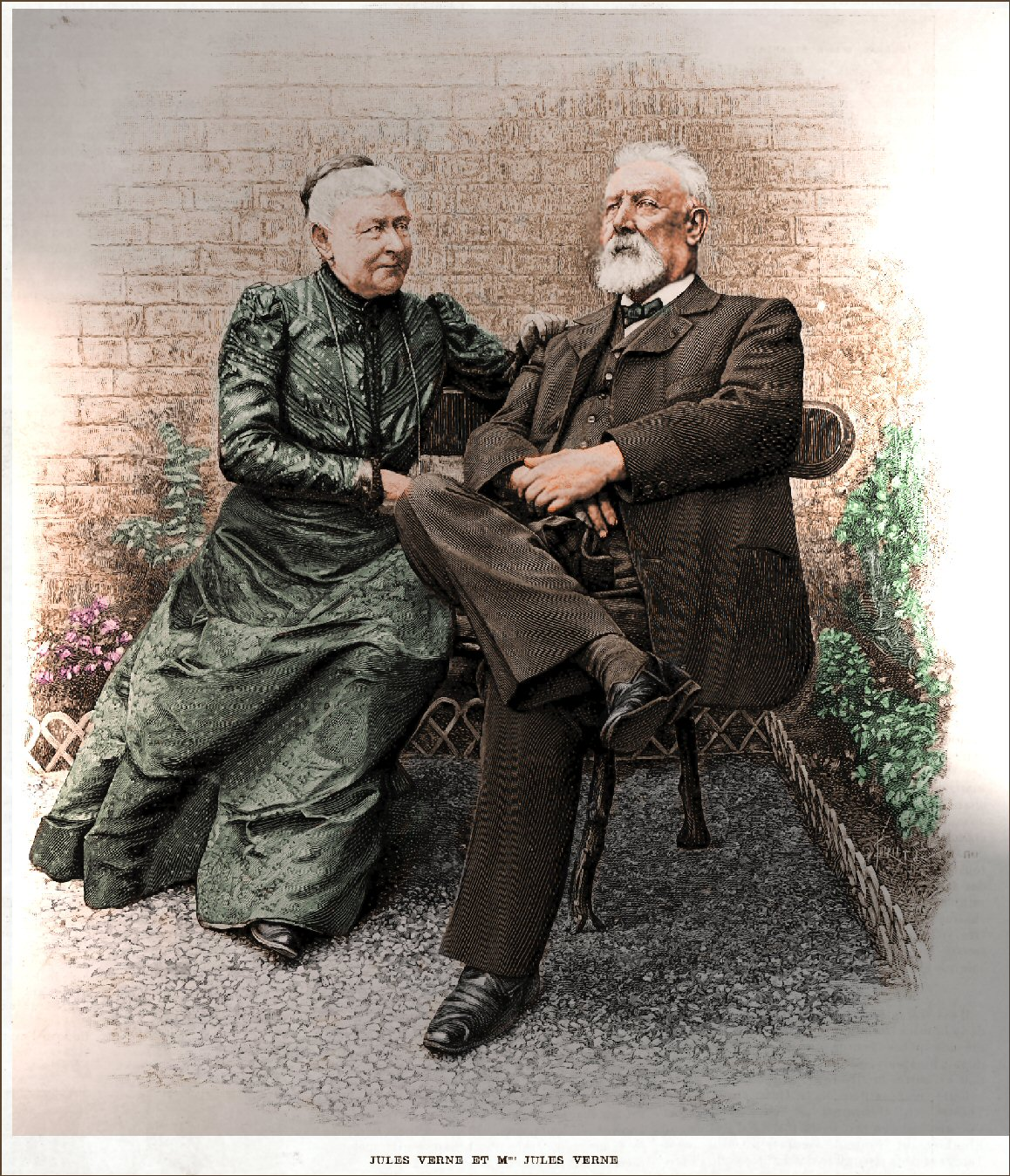
凡尔纳夫妇，ca. 1900

1856年5月，凡尔纳到亚眠去做南特朋友奥居斯特·勒拉日和埃梅·德·维亚恩婚礼的伴郎。凡尔纳应邀和新娘家庭在一起，彼此相处融洽，并与新娘的姐姐奥诺丽娜·德维亚恩·莫雷尔，她是一位有两个孩子的寡妇。 为了改善经济状况，顺便接近莫雷尔，凡尔纳接受了她哥哥的邀请，去交易所上班。凡尔纳的父亲起初表示怀疑，但于1856年11月同意。当前途看上去不错时，凡尔纳得到莫雷尔和她家人的认可，于1857年1月10日结婚。
凡尔纳离开Théâtre Lyrique，在巴黎证券交易所全职做代理人工作，在此成为Fernand Eggly的一位代理人。 凡尔纳每天早起，以便在去交易所前写作；在其余的时间里，他还去十一单身汉聚会（至此，所有单身汉都已结婚）。凡尔纳也常常去图书馆做科学和历史研究，并将趣闻抄在卡片上备用，这一习惯跟随他终身。据同事的回忆，凡尔纳“言辞应对比生意做得好”。
1858年7月，凡尔纳和阿里斯蒂德·伊尼亚尔抓住了一个机会：伊尼亚尔的哥哥免费让他们坐船出海，从波尔多经利物浦到苏格兰。这一旅行是凡尔纳第一次离开法国，让他倍感激动。回国后，他将回忆整理，文学修饰后成为半自传小说《英格兰和苏格兰旅行记》（写于1859-1860年秋冬，1989年出版）。1861年他们第二次出海去斯德哥尔摩，经泰勒马克郡到奥斯陆。在丹麦，凡尔纳留下伊尼亚尔赶回巴黎，但还是错过他儿子的出生。1861年8月3日，他唯一的儿子米歇尔·凡尔纳出生。
与此同时，凡尔纳继续在科幻小说上努力，并写出手稿。据他称，这是他：“喜爱地图，喜爱环游世界的旅行家”的结果。小说成形为跨非洲旅行，并最终成为他第一部出版小说《气球上的五星期》。

### 赫泽尔
1862年，通过共同好友Alfred de Bréhat，凡尔纳与出版商皮埃尔-儒勒·赫泽尔相识，把自己笔下的小说给了他，叫《空中旅行》。赫泽尔是奥诺雷·德·巴尔扎克、乔治·桑、维克多·雨果和其他著名作家的出版商，很想做个高质量家庭杂志，登些科学教育的趣闻。他看到凡尔纳对冒险小说严谨的研究，认为是个理想人选，就接受的投稿，给予他建议。凡尔纳回去改写了两周，递交了最终稿《气球上的五星期》赫泽尔在1863年1月31日刊登小说。
为了确保凡尔纳为《教育与娱乐杂志》服务，赫泽尔与凡尔纳签订长期合同，要求每年出三本书，以固定费率做报酬。凡尔纳见工资稳定，有利写作，满口答应。在他余生里，大部分小说会连载在赫泽尔的杂志上，尔后装订成书。这种形式以第二份投稿《哈特拉斯船长历险记》（1864–65年）开始。

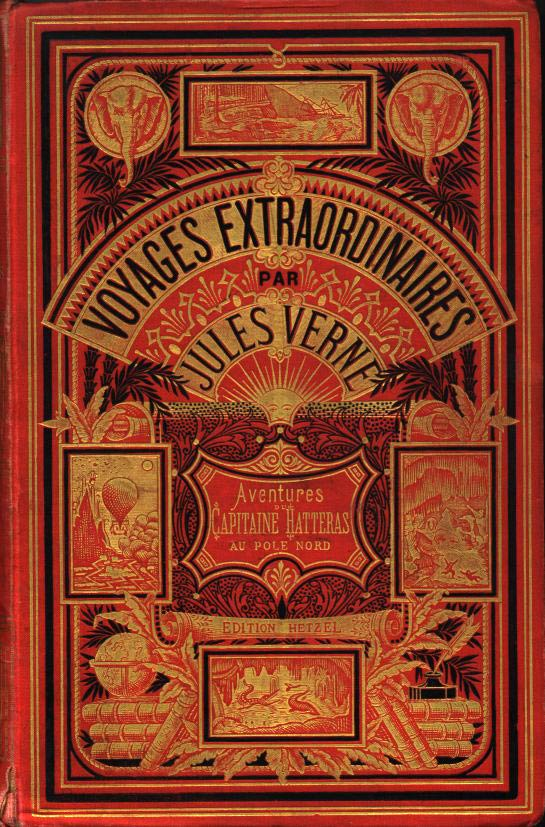
赫泽尔版《哈特拉斯船长历险记》（封面风格为"Aux deux éléphants"）

1866年，当《哈特拉斯船长历险记》以书本形式出版后，赫泽尔公布他就凡尔纳小说的文学和教育雄心，在小说前言中称故事会形成系列小说《在已知和未知的世界中的奇异旅行》。凡尔纳的目标是“描绘现代科学所积累的地理、地质、物理和天文知识，以自己独到的娱乐方式叙述宇宙历史。”晚年，凡尔纳承认这是贯穿他写作的主题：“我的任务就是描述地球，不是单单地球，而是宇宙... 与此同时我试图理解美丽风格的高尚理念。有人说冒险小说不可能有风格，不是这样的。”然而，他也注意到项目野心勃勃：“是啊！但地球太大，人生太短啦！要写完整部作品，得活至少一百岁啊！”
赫泽尔直接影响了许多作品，特别是在合作之初，凡尔纳很乐意找到个出版商，对他百依百顺。例如，赫泽尔反对《哈特拉斯船长历险记》初稿高潮，包括标题主角之死，凡尔纳重写，让哈特拉斯船长活了过来。赫泽尔也反对第二本投稿《二十世纪的巴黎》，认为故事对未来悲观，对谴责技术进步有碍杂志。（手稿被认为在凡尔纳去世后遗失，于1994年出版。）
1869年，作者方和出版方的关系经历巨大波折，凡尔纳和赫泽尔因《海底两万里》稿件发生冲突。起先，凡尔纳希望让潜艇的尼莫船长定位波兰科学家，反抗俄国一月起义时对家人的屠杀。赫泽尔不希望得罪俄国市场，要求尼莫船长做贩奴的对头来回避争议。凡尔纳激烈反对，最终妥协，在尼莫船长的去向上留下伏笔。在犟嘴后，凡尔纳明显疏远了赫泽尔，对他的建议不是敷衍就是拒绝。
此时，凡尔纳每年出版两部多作品。其中，最成功的有：《地心游记》；《从地球到月球》；《海底两万里》；和《环游地球八十天》（首先在《时代》上发表）。凡尔纳终于可以靠写作为生了。但钱大多数是从《环游地球八十天》和《沙皇的信使》（1876年，与Adolphe d'Ennery合写）的剧场改编挣来的。

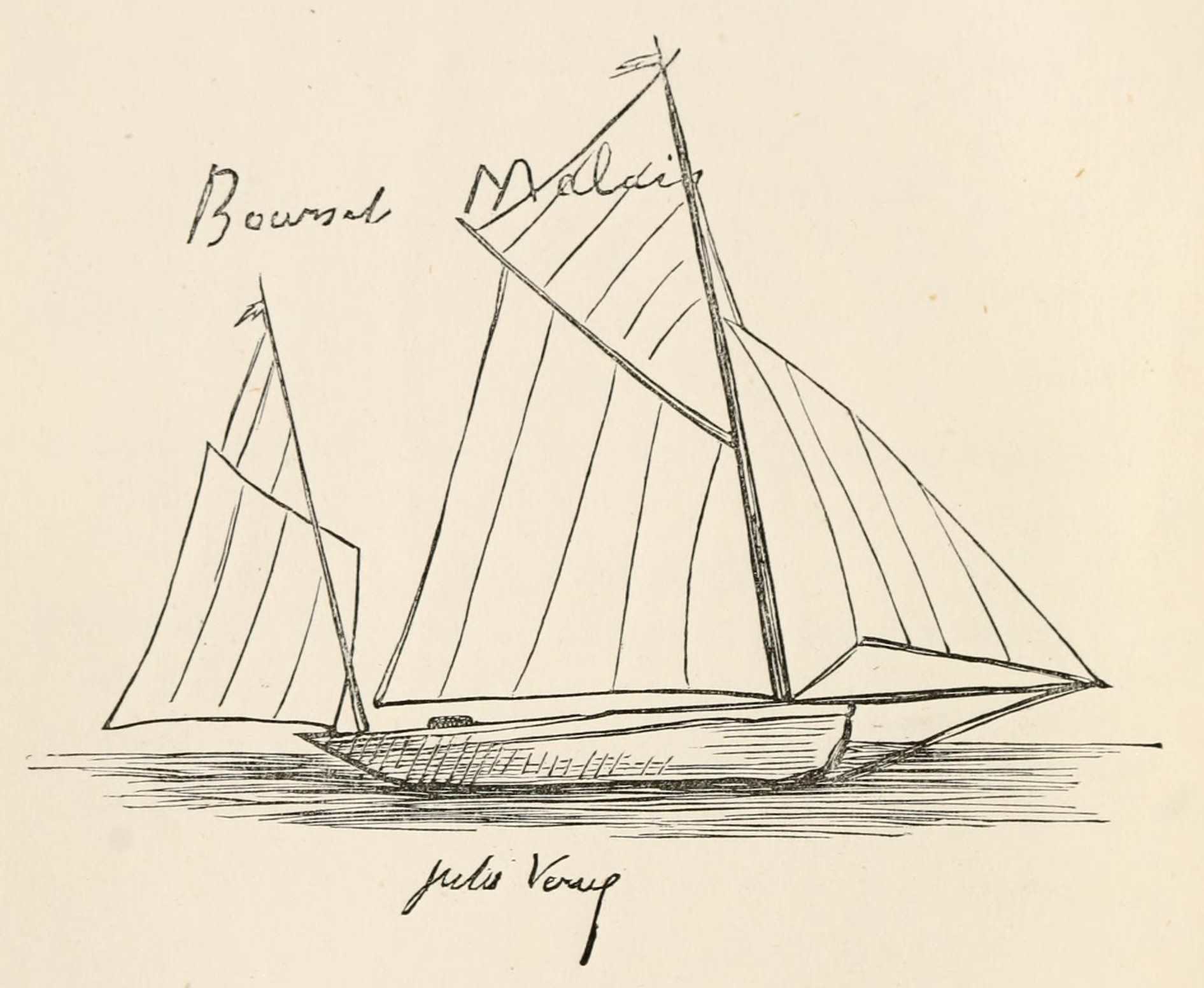
凡尔纳手绘“圣米歇尔号”草稿

1867年，凡尔纳购置了小船“圣米歇尔号”，在手头富裕后他换了“圣米歇尔二号”和“三号”。他乘“圣米歇尔三号”环游欧洲。在第一部小说后，大多数故事首先连载在赫泽尔的双周刊《教育与娱乐杂志》上，尔后成书。1874年，他的哥哥保罗帮助写了40th French climbing of the Mont-Blanc和短篇故事集《牛博士》。凡尔纳变得富有出名了。
与此同时，米歇尔·凡尔纳违背父亲意思，迎娶了一位演员，与一位未成年情妇生了两个孩子，弄得债务缠身。父子关系在米歇尔长大后有所好转。

### 晚年
虽然生为天主教徒，凡尔纳晚年转为自然神论，时间约为1870年后。一些学者认为他的自然神论哲学可以从作品中看到，常常出现上帝或天意，但很少提及基督。
1886年3月9日，当凡尔纳回家时，25岁的侄儿加斯顿用手枪朝他开了两枪。第一颗子弹没打中，第二颗打进了左腿，令他随后跛行。媒体对此进行掩盖，但加斯顿的余生在精神病院度过。
在他母亲和赫泽尔去世后，儒勒·凡尔纳作品明显暗淡。1888年，凡尔纳参政，成为亚眠市议员，主张几项改进措施，任职15年。
1870年，凡尔纳获得荣誉军团骑士勋章。1892年，获得国家四级“荣誉勋位”。

### 去世及后世出版

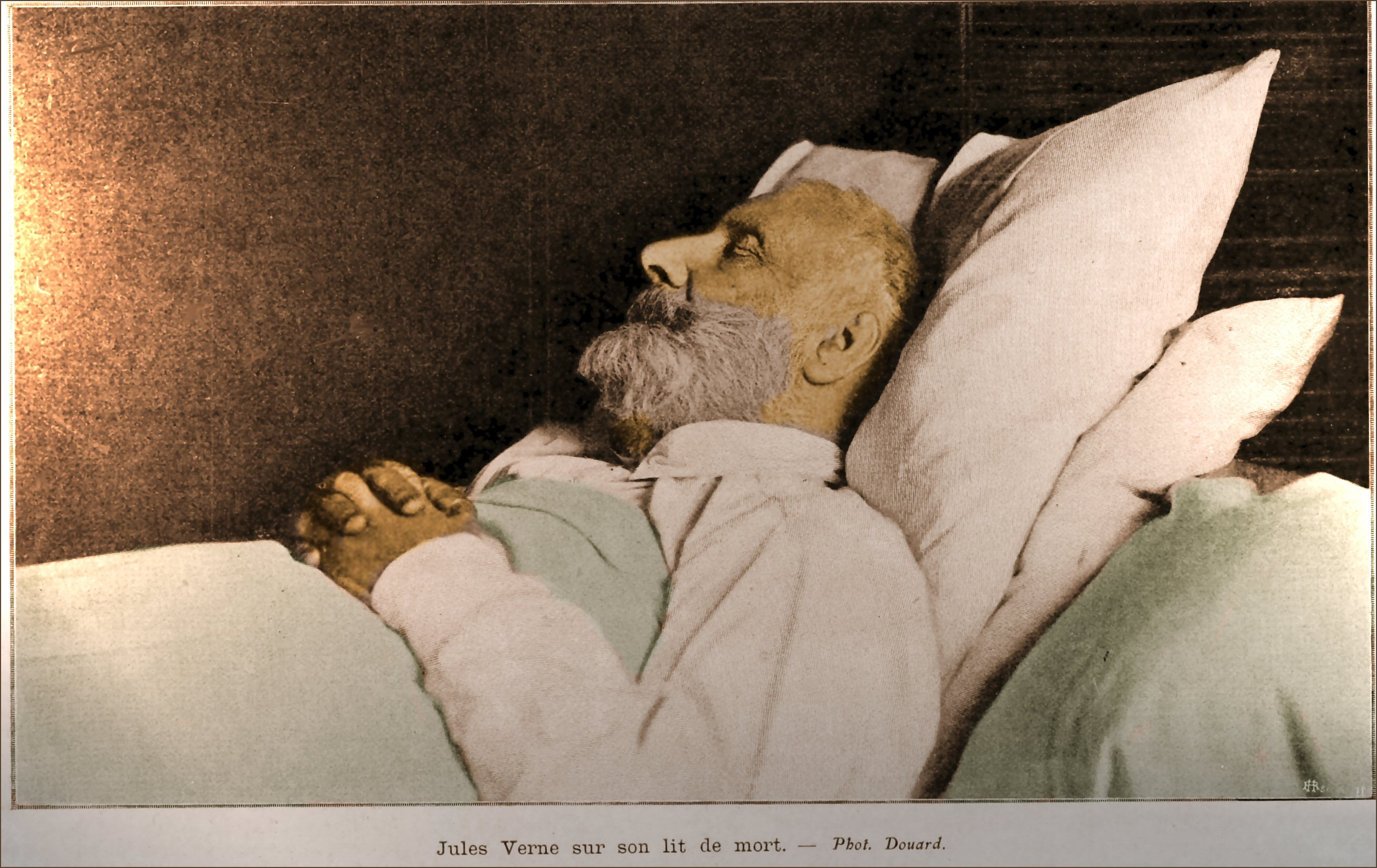
长眠床边，1905年

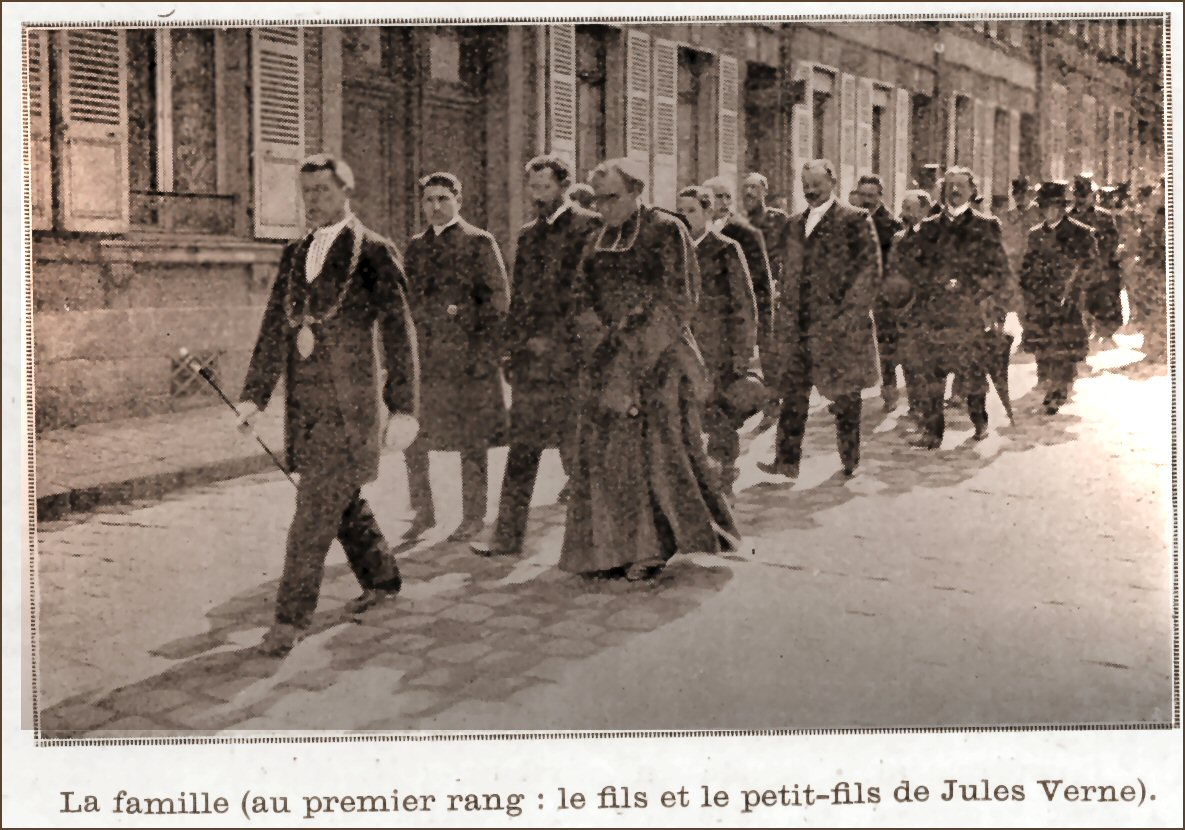
儒勒凡尔纳的葬礼，1905年

1905年3月24日，凡尔纳因糖尿病等疾病，安息在Longueville大道44号（现儒勒·凡尔纳大道）的亚眠家中。他的儿子米歇尔·凡尔纳继续完成小说《大海入侵》《天边灯塔》的出版。《奇异旅行》系列以每年两部的速度又继续了几年。后来发现米歇尔·凡尔纳大幅更改了小说，原版于二十世纪末由儒勒·凡尔纳书友会出版。

## 作品与主题
凡爾納總共創作了 60 多部作品，其中最著名的是包括《非凡航行》在內的 54 部小說，以及數十部戲劇、短篇小說和劇本。他塑造了數百個令人難忘的角色，並在他們的時代之前想像了無數的創新，包括潛水艇、太空旅行、陸地飛行和深海探索。
凡爾納的作品可以分大致為三個不同的階段。第一個時期是 1862 年至 1886 年，可以稱為他的實證主義時期。 1863年，凡爾納的第二部反烏托邦小說《二十世紀的巴黎》（Paris au XXe siècle，1994年；20世紀的巴黎）被赫策爾拒絕後，凡爾納吸取了教訓，二十多年來，他創作了許多成功的科學冒險小說，其中包括1863年-1867年《地心之旅》，1870 年《海底兩萬裡》和1873 年《八十天環遊地球》。在這些年裡，凡爾納與家人定居在亞眠，並短暫前往美國參觀了紐約市和尼加拉瀑布。在此期間，他還購買了幾艘遊艇，航行到許多歐洲國家，合作將他的幾部小說改編成戲劇，贏得了全世界的聲譽和微薄的財富。
第二階段，從1886年到他1905年去世，可以被認為是凡爾納的悲觀主義時期。這些年來，他的非凡航行的意識形態基調開始改變。凡爾納逐漸遠離親科學的探索和發現故事，轉而在小說《Sans dessus dessous》（1889 年；《顛倒黑白》或《購買北極》）中探索傲慢的科學家所創造的技術的危險，《L 'Ile à hélice》（1895 年；《浮島》或《自航島》或《螺旋槳島》）、《Face au drapeau》（1896 年；《面對旗幟》或《為了旗幟》）和《Maître du monde》（1904 年；《世界大師》）。這種焦點的轉變也與作者個人生活中的某些逆境相呼應：與叛逆的兒子米歇爾的問題日益嚴重；財務困難迫使他賣掉了他的遊艇；他的母親和導師赫策爾相繼去世；一名精神錯亂的侄子加斯頓開槍射中腿部，導致他終生跛行。凡爾納去世後，他在辦公桌上留下了一抽屜即將完成的手稿。
儒勒凡爾納故事的第三個也是最後一個階段，從1905 年到1919 年，可以被認為是凡爾納家族時期，他的遺作在經過大幅修改後由他的兒子米歇爾出版。現代研究人員將儒勒凡爾納的原始手稿與他死後出版的版本進行比較，發現米歇爾所做的不僅僅是編輯它們。在大多數情況下，他完全重寫了它們——除了其他變化之外，他還重新設計了情節，並添加了角色，並使它們的風格更加戲劇化。學術界對這些發現的反應不一。

### 与科幻小说的关系
凡尔纳的《奇异旅行》和科学幻想文学体裁的关系复杂。类似H·G·威尔斯，凡尔纳常被认为是该体裁的创立人之一，他对此发展的推动作用毋庸置疑；然而，许多早期作家，如琉善和玛丽·雪莱也常被认为是科幻文学的创立人，导致历史争议。
另一个主要问题的争论核心在于凡尔纳的作品能否算作科幻文学的开端。莫里斯·雷纳称凡尔纳“从未写出一句在科学上卓越的东西”。凡尔纳多次在采访中辩称自己的小说不应该当作科学来读，称：“在任何意义上说我都不是科学家”，“我从未发明任何东西。”他自己的目标是“描述地球[并]同时理解美丽风格的高尚”，正如：
我的《气球上的五个星期》并非有关气球的故事，而是非洲。我总是对地理和旅行痴迷，想给非洲一个浪漫的描述。现在，我的旅行家只能通过气球来穿越非洲，这就是写气球的缘故……可以说，当我下笔的时候，我从未想过坐气球，现在也没有……
与凡尔纳科幻名声紧密相关的是他常被称为科学进步的“先知”，故事里许多技术元素在当时是天马行空，如今却司空见惯。这种论调历史悠久，在美国尤是，但现代学者一致认为这是夸大其词。作为科幻小说，凡尔纳明确否认自己是未来预言家，称科学进步和自己的作品之间的联系“不过是巧合”，并将科学的精准无误归咎于自己的大量研究：“甚至在下笔前，我总是反复翻阅看到的每本书、报纸、杂志或科学报道。”

## 主要著作
- 三部曲
  - 《格兰特船长的儿女》（1868年）

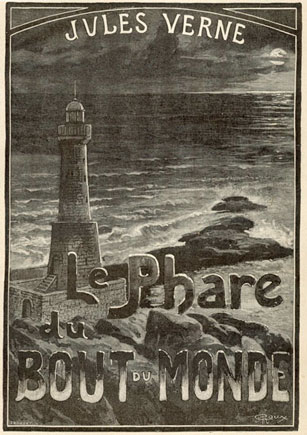
《世界尽头的灯塔》被认为是凡尔纳文学舞台上最好的小说之一。

  - 《海底两万里》（Vingt mille lieues sous les mers，1870年）
  - 《神秘島》（1875年）
- 大炮俱乐部三部曲
  - 《从地球到月球》（De la Terre à la Lune，1865年）
  - 《环绕月球》（1870年）
  - 《扭转乾坤》（1889年）
- 探险
  - 《气球上的五星期》（Cinq semaines en ballon，1863年）
  - 《地心游记》（Voyage au centre de la Terre，1864年）
  - 《毛皮之乡》（1873年）
  - 《環遊世界八十天》（Le tour du monde en quatre-vingts jours，1873年）
  - 《太阳系历险记》（1877年）
  - 《蒸汽屋》 （1880年）
  - 《征服者罗比尔》（1886年）
  - 《十五少年漂流記》（1888年）
- 民族独立和革命
  - 《烽火岛》（1884年）
  - 《桑道夫伯爵》（1885年）
  - 《多瑙河领航员》（1908年）
- 其他
  - 《十五岁的船长》（1878年）
  - 《印度贵妇的五亿法郎》（1879年）
  - 《一个中国人在中国的遭遇》（1879年）
  - 《昂梯菲尔奇遇记》（1894年）
  - 《机器岛》（1895年）
  - 《惡魔的發明》（1896年）
  - 《隐身新娘》（1901年）
- 文中引述
  - 《第二祖国》（Seconde patrie）
  - 《鲁滨逊学校》（L'École des Robinsons）
  - 《一个怪人的遗嘱》（Le Testament d'un excentrique）
  - 《征服者罗比尔》（Robur-le-Conquérant,）
  - 《1835年的一位神甫》（Un prêtre en 1839）
  - 《火药阴谋》（La Conspiration des poudres）
  - 《空气的女儿》（La Fille de l'air）
  - 《佐其瑞大师》（Maître Zacharius ou L’horloger qui avait perdu son âme）
  - 《法国第六城》（La sixième ville de France）
  - 《断草》（Les Pailles rompues）
  - 《墨西哥海军的第一批舰队》（Un drame au Mexique）
  - 《乘气球的一次旅行》（Un Drame dans les airs）
  - 《马丁·帕兹》（Martin Paz）
  - 《加利福尼亚的城堡或滚石不生苔》（Les Châteaux en Californie, ou, Pierre qui roule n'amasse pas mousse）
  - 《一个在冰雪中度过的冬天》（Un hivernage dans les glaces）
  - 《英格兰和苏格兰旅行记》（Voyage en Angleterre et en Ecosse）
  - 《空中旅行》（Voyage en Ballon）
  - 《哈特拉斯船长历险记》（Voyages et Aventures du capitaine Hatteras）
  - 《二十世纪的巴黎》（Paris au XXesiècle）
  - 《沙皇的信使》（英语：Michael Strogoff）（Michel Strogoff）
  - 《牛博士》（Le Docteur Ox）
  - 《大海入侵》（L'invasion de la mer）
  - 《天边灯塔》（Le Phare du bout du monde）

凡尔纳作品的最大合辑是《在已知和未知世界中的奇异旅行》，除了两部作品外全部收入其中。余下的两部是《二十世纪的巴黎》和《英格兰和苏格兰旅行记》（分别出版于1994年和1989年），还有一些未完成的作品（许多经儿子米歇尔改编后出版）。凡尔纳也写许多戏剧、诗词、歌词、轻歌剧本、短篇小说，以及各种文章和杂文。

## 中文翻译

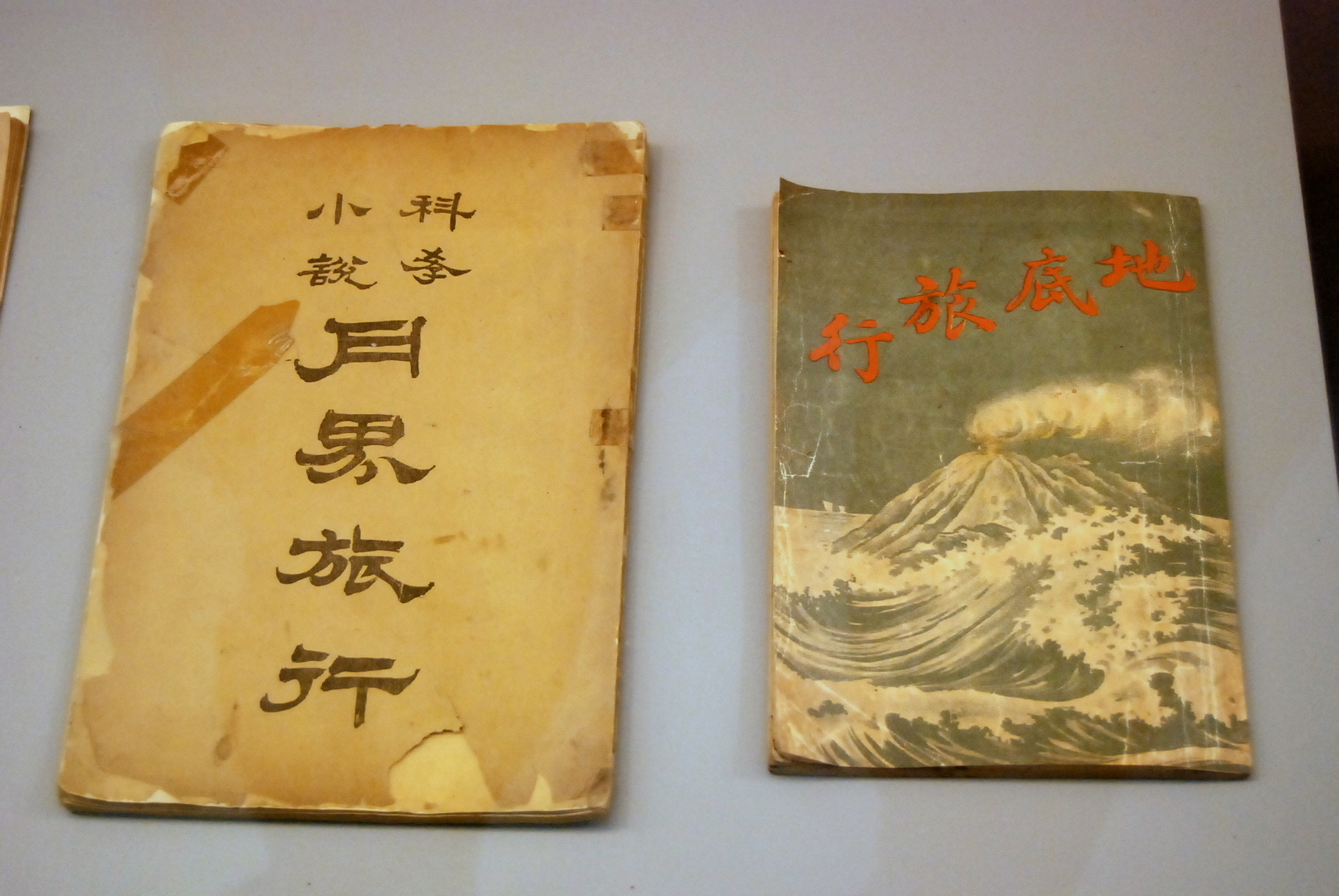
鲁迅翻译的两本凡尔纳的科幻小说《月界旅行》和《地底旅行》

### 姓名的中文翻譯變化
儒勒·凡尔纳是根据法语发音的中文译法之一。又曾被翻譯为“房朱力士”（由薛绍徽翻譯）、另外還有“焦士威尔奴” （由梁启超翻譯）、“迦尔威尼”（由包天笑翻譯）、“萧鲁士”（由卢籍东按英语发音翻譯）、“焦士威奴”（由奚若按英语发音翻譯）、“焦奴士威尔士”（用于商务印书馆出版版本的統一譯法）、“萧尔斯勃内”（由谢炘翻譯）和“裘尔卑奴”（由叔子翻譯）等。因兩本凡爾納小說日文譯本所注之小說作者名有誤，故魯迅按日譯本中譯時曾將凡爾納误譯作“查理士·培伦”和“英国威男”。

### 鲁迅译本
鲁迅曾在辛亥革命之前，就根据当时在日本已被译成日语的译作（其先由法语译成英语再译日语），翻译了凡爾納的两部著名作品：
1. 《月界旅行》（1903年10月，进化社）
2. 《地底旅行》（1906年3月，启新书局）

## 评论与反响

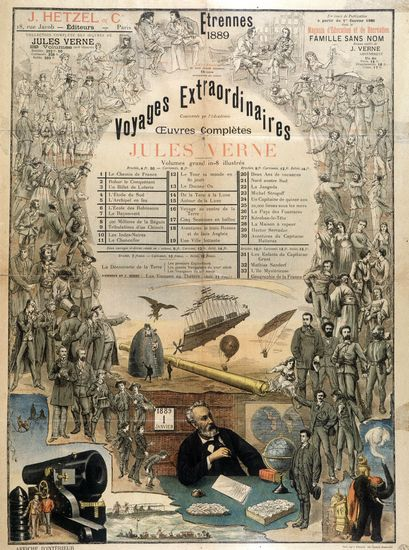
1889年赫泽尔的凡尔纳广告

在赫泽尔那里出了处女作后，凡尔纳受到了法国作家和科学家的追捧，如乔治·桑和泰奥菲尔·戈蒂耶都是他最早的崇拜者。 当时一些名人，如地理学家Vivien de Saint-Martin和批评家Jules Claretie都对凡尔纳和他的作品大加赞赏。

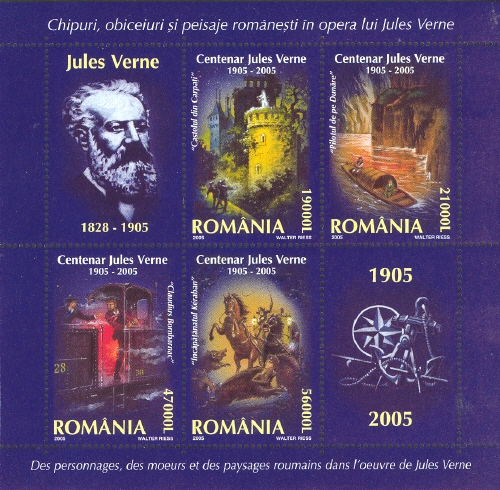
罗马尼亚海报，2005年

然而，凡尔纳在读者和戏迷那里独领风骚（特别是《环游地球八十天》登台成功后），使得他的文学声望发生改变。随着小说和戏剧风靡，当时许多评论家觉得凡尔纳商业成功，意味着他是个流行小说作家，而不是写严肃文学的，不值得研究。
这种正式文学身份的反对出现了不同形式，包括作家埃米尔·左拉的轻蔑以及法兰西学术院不予提名。凡尔纳在日后采访中称：“我一生最大的遗憾是在法国文学中没有地位。”对于凡尔纳来说，他认为自己是“文艺人，一生追逐理想”，这种根据文学意识形态的批评排挤应被视为终极冷落。
凡尔纳是流行作家，但在批评界却是个不受欢迎人物，这种分歧一直持续到他去世。早期传记（包括凡尔纳自己的侄女Marguerite Allotte de la Fuÿe）专注凡尔纳作为流行人物的过失和渲染，而非他实际作品方法论或成就。与此同时，凡尔纳原版作品销量锐减，甚至在他自己家乡都卖的少，改编版则主要面向儿童。
不过，在凡尔纳去世的几十年后，法国出现了“儒勒·凡尔纳热”，学者和年轻读者开始严肃研究凡尔纳作品，他们自己的作品也深受影响。一些书迷成立了儒勒·凡尔纳书友会，这是第一个研究凡尔纳的学术组织。其他人多成为备受尊重的先锋派和超现实主义文豪。他们赞美并分析凡尔纳作品，强调他的风格创新和恒久文学主题，证明这值得研究。
在1960-1970年代，由于许多法国知名学者和作家做了大量严肃文学研究，凡尔纳在法国名声扶摇直上。罗兰·巴特的精品《鹦鹉螺号和醉舟》在注释上承认深受《奇异旅行》纯文字影响，而Marcel Moré和Jean Chesneauxken则做了通篇研究，从多种主题角度看待凡尔纳。
法国文学刊物全力报道凡尔纳和他的作品，文学家写了不少文章，如米歇尔·布托尔、米歇尔·福柯、赫内·巴赫札维勒等人；与此同时，凡尔纳所有作品再版，Livre de Poche和Éditions Rencontre出版了原版并配了插图。1978年是凡尔纳150周年纪念，热潮达到顶点，他成为瑟里西拉萨尔世界文化中心学术研讨会的主题，《地心游记》成为法国大学考试必读书目。至此，凡尔纳在欧洲得到全面承认，列席法国经典作家，其学术研究和新兴出版物延续至今。
在英语国家里，凡尔纳的名声转变得很慢。在整个20世纪中，大多数英语学者认为凡尔纳不过是个儿童流行小说作家和科技支持者（虽然事实与之形成强烈反差），因此更加侧重于技术“先知”和英语作家对比，如爱伦·坡和H·G·威尔斯，而不是专门研究他。这种偏见明显是由于糟糕的英语翻译和好莱坞改编误导了英美读者和观众。不过，1980年代中期，一系列严谨的英语研究和翻译出炉，暗示着凡尔纳在英语世界的名望或许正在恢复。

### 名人评价
- 鲁迅：“学术既覃，理想复富。默揣世界将来之进步，独抒奇想，托之说部。经以科学，纬以人情。离合悲欢，谈故涉险，均综错其中。间杂讥弹，亦复谭言微中。十九世纪时之说月界者，允以是为巨擘矣。然因比事属词，必洽学理，非徒摭山川动植，侈为诡辩者比。故当觥觥大谈之际，或不免微露遁辞，人智有涯，天则甚奥，无如何也。至小说家积习，多籍女性之魔力，以增读者之美感，此书独籍三雄，自成组织，绝无一女子厕足其间，而仍光怪陆离，不感寂寞，尤为超俗。”[123]
- 教宗良十三世1884年接见他时曾对他说“我並不是不知道您的作品的科学价值，但我最珍重的却是它们的纯洁、道德价值和精神力量。”[來源請求]

## 传记
- Butcher, William, , New York: Thunder's Mouth Press, 2006 （英语）
- Jules-Verne, Jean, , translated by Roger Greaves, London: Macdonald and Jane's, 1976 （英语）
- Lottmann, Herbert R., , New York: St. Martin's Press, 1996 （英语）

## 影响力
20世紀儒勒凡爾納的作品被翻譯成140多種語言，使他成為世界上作品被翻譯最多的作家之一，僅次於阿加莎·克里斯蒂。

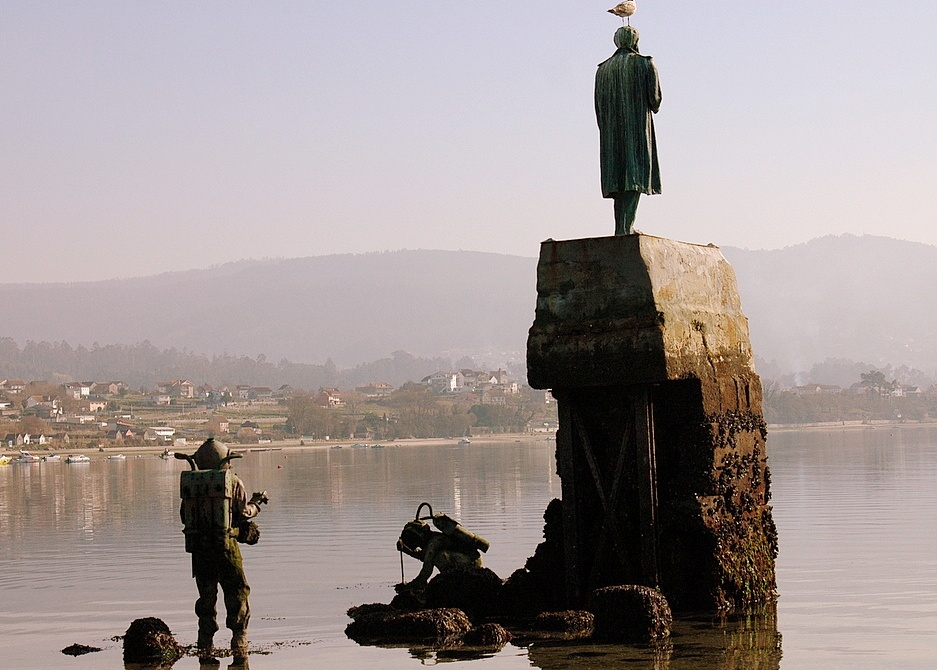
西班牙雷东德拉凡尔纳像

凡尔纳的小说对文学和科学界都产生了深远的影响；受他影响的作者有罗兰·巴特、赫内·巴赫札维勒、米歇尔·布托尔、保罗·克洛岱尔、让·谷克多、弗朗索瓦·莫里亚克、安托万·德圣埃克絮佩里、让-保罗·萨特等人；科学家和探险家有弗里曼·戴森、丹·谢赫特曼、利奥·西拉德、杰克·帕森斯、伊戈尔·西科尔斯基、尤里·加加林、路易·利奥泰、古列尔莫·马可尼、弗里乔夫·南森和沃纳·冯·布劳恩等人。雷·布莱伯利总结了凡尔纳对文学和科学的影响：“以某种方式来说，我们都是凡尔纳的孩子。”
主要作品出版于19世纪末，其科幻小说中的许多设想和描述在20世纪成为了现实，所以他的一些作品现在让人读起来感觉并不“天马行空”。其中最著名的莫过于在《海底两万里》中尼摩（Nemo，这个名字在拉丁文中有“无人”的意思）船长的巨型潜水艇“鹦鹉螺号”（过去有的中文版中曾按其发音译为“诺第留斯号”）。美国建造的世界第一艘核动力潜艇鹦鹉螺号雖然名承自一艘1803年時的美國海軍多桅縱帆船（Schooner）與之後襲名的兩艘傳統動力潛艇，但由於核動力潛艇擁有如小說中虛構的鸚鵡螺號般超長的蓄航力，因此使用此命名多少有向小說中之鸚鵡螺號致敬的雙關意味。法国的无人驾驶机器人潜水艇也以此命名。此外，《从地球到月球》当中，哥伦比亚号飞船（或說是炮弹）的发射地点在美国佛罗里达州的坦帕，竟然与卡纳维拉尔角（肯尼迪航天中心所在地）几乎位于同一纬度线上，两地之间直线距离仅120英里，前者座落在佛罗里达半岛的西海岸，后者在东海岸。 
2011年2月8日，搜尋引擎Google將其首頁的商標改為潛水艇的舷窗，旁邊有操縱桿可讓使用者操作潛水艇，以其最著名作品《海底两万里》紀念儒勒·凡尔纳183歲冥誕。

### 流行文化
自20世紀以來，凡尔纳的多部作品曾不止一次地被搬上过大屏幕，比如《格兰特船长的儿女》（1936年，由苏联拍摄），《海底两万里》（1954年电影，1997年电视重拍），《地心歷險記》（1959年），《環遊世界八十天》（1956年，大衛尼文主演；2004年，成龍飾隨從）。改編自凡爾納的《地心歷險記》已於2008年重新以立體電腦特技搬上螢幕，該片名為，由男角布蘭登·費雪主演，於8月14日上映 。